# Dolní Cerekev
Dolní Cerekev é uma comuna checa localizada na região de Vysočina, distrito de Jihlava.